# 西昌乡
西昌乡，是中华人民共和国西藏自治区那曲市索县下辖的一个乡镇级行政单位。

## 行政区划
西昌乡下辖以下地区：
热布村、如囊村、如庆塘村、强根卡村、色昌卡村、查夏尔村、南巴村、亚冲村、达宗村、帕亚村和帕尔肖村。